# Matt Noveskey
Matthew "Matt" Noveskey (* 16. Juni 1976 in Adrian/Michigan) ist ein US-amerikanischer Musiker, Sänger, Aufnahmeproduzent, Gitarrist, Songwriter und Bassist, der vor allem für seine Arbeit mit Blue October bekannt ist. Er ist seit 1999 fester Bestandteil der Band. Zudem spielt er bei der amerikanischen Alternative-Rock-Band At Plus Machines.

## Leben
Noveskey wuchs in einer musikalischen Familie in Nordmichigan auf. Sein Onkel war Bassgitarrist in einer Rockband. Sein Bruder spielt Schlagzeug und sein Großvater spielte Gitarre, Piano und Akkordeon. Inspiriert von seinem Onkel fing Noveskey mit 5 Jahren an Bass zu spielen. Beeinflusst wurde sein Bassspiel von den Bassisten James Jamerson und Larry Graham.
Noveskey machte seinen Abschluss an der Sain Francis Highschool in Traverse City 1994. Später war er auf mehreren Colleges in Michigan. Zu dieser Zeit jobbte Noveskey als Kellner und spielte in mehreren Cafés mit lokal bekannten Gruppen, wie die Band Switch aus Michigan. 1998 zog Noveskey auf Anraten eines Agenten nach Houston, wo er bei Blue October vorspielte. 1999 wurde Noveskey in der Band aufgenommen.

## Karriere

### Blue October (1999 – heute)
1999 trat Noveskey der Band bei, nachdem diese sich von ihrem bisherigen Bassisten Liz Mullally. 2000 spielte Noveskey Gitarre, Bass und war Backgroundsänger auf dem 2000 erschienenen Album Consent to Treatment. Er kreierte auch das Artwork zu diesem Album gemeinsam mit Sänger Justin Furstenfeld. 2002 verließ Noveskey aus gesundheitlichen Gründen die Band, trat dieser ein Jahr später bei. 2005 war er wieder festes Mitglied der Gruppe. Während der Abwesenheit Noveskeys spielte die Band den Song You Make Me Smile auf keinem Konzert. You Make Me Smile ist der Opener zum Album Foiled, das 2006 erschien.

### (a+)machines (2002 – heute)
Während seiner Abwesenheit von Blue October gründete Noveskey die Band At Plus Machines (kurz: (a+ machines)). Sie veröffentlichte bisher ein 5-Track-Demo und eine Live-CD. Die Band war 2006 mit Blue October auf Tour um deren neues Album Foiled zu promoten.

### Weitere Projekte
Noveskey arbeitet, wenn er nicht mit seinen Bands auf Tour ist oder ein Album produziert, als Aufnahmeproduzent für andere Bands. 2008 gründete er das Aufnahmestudio mit Chuck Alkazian, das er 116 nannte. Dieses Studio hat inzwischen eine Reichweite von Austin bis nach Detroit. Zudem ist er als Solo-Musiker aktiv. Er war schon mit bekannten
Musikern auf der Bühne, wie Casey McPherson, Johnny Goudie und eben mit Justin Furstenfeld. 2007 gab Noveskey bekannt zusammen mit Songwriter Ryan Holley eine neue Band zu gründen, die Musik für Soundtracks produziert.

## Diskographie

### Mit Blue October
- 2000: Consent to Treatment
- 2003: History for Sale
- 2006: Foiled
- 2007: Foiled for the Last Time
- 2009: Approaching Normal
- 2011: Any Man in America

### Mit (a+)machines
- 2004: (a+)machines EP
- 2006: Live @ Momo's

### Mit Wesley Lundsford
- 2007: The Mixlab Demonstration

### Mit DARBY
- 2007: The Cleaning EP

### Mit MAHONEY
- 2008: Mahoney EP